# Pierre Daye
Pierre Daye, también conocido como Pierre Adan, (24 de junio de 1892, Schaerbeek, Bélgica - 24 de febrero de 1960, Buenos Aires, Argentina) fue un periodista, militar, político y colaborador nazi belga nacionalizado argentino. Fue voluntario durante la Primera Guerra Mundial en el ejército belga y luchó en su país y en el continente africano. De tendencias de extrema derecha, colaboró para los diarios Le Soir, Je suis partout y Le Nouveau y formó parte de la Cámara de Representantes de Bélgica siendo miembro del movimiento rexista.

## Biografía
Nació el 24 de junio de 1892 en Schaerbeek, una ciudad de Bélgica próxima a Bruselas, en el seno de una familia católica de origen burgués. Cursó sus estudios escolares en el Colegio San Miguel, un colegio católico de la ciudad de Bruselas. Habiendo finalizado la secundaria, optó por la carrera de filosofía en la Universidad de Saint-Louis, donde entabló una amistad con el periodista Paul Colin. Se alistó como voluntario por su país en la Primera Guerra Mundial y luchó en Bélgica y África.
Finalizada la Gran Guerra, se desempeñó como periodista y lanzó una candidatura política a un cargo por un partido nacionalista de ultraderecha, sin obtener éxito. Era reportero del diario Le Soir y trabajaba en el área de reportajes internacionales. Su primer viaje en este trabajo fue al Congo Belga y otros destinos incluyeron puntos de todos los continentes, menos la Antártida. Sus publicaciones fueron en su mayoría sobre el Congo, otras traban sobre sus viajes por América, Marruecos, España, la Unión Soviética, China y Japón.  Daye fue accionista de la revista de Ediciones Toison d'Or creadas durante la guerra propiedad del grupo eslovaco Mundus, que estaba a cargo del Ministro de Asuntos Exteriores del Reich, encabezado por Joachim von Ribbentrop).
En 1932, se unió al Partido Rexista, presidido por León Degrelle y de ideas similares a las del nacionalsocialismo alemán y del falangismo español. En las elecciones legislativas de 1936, su partido obtuvo 21 de los 150 escaños de la Cámara de Representantes de Bélgica y Daye encabezó la lista del partido por el distrito de Bruselas, resultando electo. Dimitió en 1939, desilusionado por el partido y por la «incompetencia» de sus colegas, según declaró en sus memorias. En marzo de 1940, se unió al partido católico.
Durante la Segunda Guerra Mundial, colaboró con el Reich durante la ocupación alemana de Bélgica y realizó publicaciones en varios diarios propangandistas nazis, como en el francés Je suis partout, del que era corresponsal en su país, y en Le Nouveau, fundado por Paul Colin en 1940. Cuando se produjo el desembarco aliado en Normandía en junio de 1944, se encontraba en España y pospuso su retorno a Bélgica. En 1947, con la ayuda de ODESSA y especialmente de Charles Lescat, se trasladó a Argentina acogido al igual que otros nazis, por el gobierno de Juan Domingo Perón. Con un pasaporte español que llevaba el nombre de Pierre Adan, arribó al Aeropuerto de Morón, donde lo esperaban Georges Guilbaud, Robert Pinceman, Charles Lesca y Mario Amadeo.
El 18 de diciembre de 1946, fue condenado a muerte y privado de ostentar la nacionalidad belga por el Consejo de Guerra de Bruselas. El 17 de junio de 1947, Bélgica solicitó su extradición desde Argentina, pero ésta fue rechazada. En su nueva patria, se involucró en ODESSA y ayudó a muchos nazis a escapar de Europa mediante las llamadas ratlines.  Falleció en Buenos Aires el 24 de febrero de 1960.